# Баркер, Трэвис
Трэвис Лэндон Баркер (англ. Travis Landon Barker; род. 14 ноября 1975, Фонтан, штат Калифорния, США) — американский музыкант, выступающий в качестве барабанщика рок-группы Blink-182. Он также часто сотрудничал с хип-хоп исполнителями, является участником рэп-рок-группы Transplants, соучредителем рок-группы +44 и присоединился к Box Car Racer, Antemasque и Goldfinger. Баркер часто сотрудничал с покойным DJ AM, и вместе они сформировали TRV$DJAM. Из-за его славы Rolling Stone назвал его "первым суперзвездным панк барабанщиком", а также одним из 100 величайших барабанщиков всех времен.
Родившийся в Фонтане, штат Калифорния, Баркер начал играть на барабанах в раннем возрасте. Он начал играть за The Aquabats в 1996 году, но ушел, чтобы присоединиться к Blink-182 в 1998 году, которые добились большого успеха с "Enema of the State" (1999). Баркер зарекомендовал себя как разносторонний барабанщик, продюсируя и выступая в качестве гостя в музыкальных проектах многочисленных музыкальных жанров, включая хип-хоп, альтернативный рок, поп и кантри. Он также снялся в реалити-шоу MTV под названием "Meet the Barkers". В 2008 году он попал в авиакатастрофу, но выздоровел и выпустил свой дебютный сольный альбом "Give the Drummer Some" в 2011 году. Он продолжал работать с рэперами, выпуская расширенные записи с Yelawolf, Asher Roth и Nottz, а также с Blink-182 и Transplants.
Помимо игры на барабанах, он основал компанию по производству одежды Famous Stars and Straps в 1999 году, а также звукозаписывающие лейблы LaSalle Records в 2004 году и DTA Records в 2019 году. Такие компании, как DC Shoes и Zildjian, совместно разработали продукты от его имени. В 2015 году он выпустил мемуары "Между панк-роком и смертью. Автобиография барабанщика легендарной группы BLINK-182" и "Барабаны, барабаны, барабаны". Баркер также является веганом и инвестировал в лос-анджелесский веганский ресторан Crossroads.

## Ранняя жизнь и образование
Трэвис родился в Фонтане, штат Калифорния, 14 ноября 1975 года, когда Трэвису было четыре года, его мать подарила ему его первую ударную установку, которая была единственной, которая у него была до 15 лет. Трэвис начал брать уроки игры на барабанах в возрасте пяти лет у барабанщика по имени Майкл Мэй, который познакомил юного Трэвиса со многими различными стилями игры. В это время он также начал брать уроки игры на трубе. В младших классах Трэвис научился играть на фортепиано и ненадолго попробовал петь, присоединившись к мужскому и женскому хору "madrigals". Кроме того, у Трэвиса были немузыкальные устремления; он также был заинтересован в том, чтобы стать профессиональным серфером и скейтбордистом. Однако Трэвис заявляет, что
"Тем не менее, я всегда возвращался к барабанам. Это было единственное направление, с которым, как мне казалось, я был связан и которое я мог отчасти понять. Я мог бы выразить себя лучше с помощью своих барабанов, чем с помощью чего-либо другого".
Трэвис описывал себя как наркомана во время своего пребывания в Fontana High School. Его мать, у которой тремя месяцами ранее был диагностирован синдром Шегрена, умерла за день до того, как он пошел в среднюю школу. Она сказала ему продолжать заниматься музыкой и следовать своим мечтам. В средней школе Трэвис играл на ударной установке в джазовом ансамбле и на малом барабане в марширующем оркестре. Он приобрел большой опыт выступлений на региональных конкурсах и фестивалях. Трэвис использовал различные стили, включая милитари и джазовые ритмы, но его привлекали зажигательные ритмы хип-хопа и панк-рока.

## Карьера

### Музыкальное начало (1993-1998)
После окончания Fontana High School Трэвис работал мусорщиком в Лагуна-Бич и играл в панк-рок-группе Snot and Feeble, базирующейся в Фонтане, где он познакомился с Чедом Ларсоном. В 1994 году Ларсон стал соучредителем ска-панк-группы The Aquabats. После местных концертов и демозаписей группа завербовала Трэвиса через связи Ларсона. Трэвис, который "спал на диване [своего] друга" и все еще работал мусорщиком, намеревался подменить его всего на несколько дней, но в итоге присоединился к группе. Затем группа отправилась в студию с опытным продюсером Джимом Гудвином, чтобы записать "The Fury of The Aquabats!" Скорость и точность Трэвиса означали, что как только его партии были записаны, он мог свободно отправляться репетировать (и сидеть с другими группами). Вместе с The Aquabats он получил прозвище — барон фон Тито, причины которого утеряны в истории, поскольку никто из участников не помнит почему.

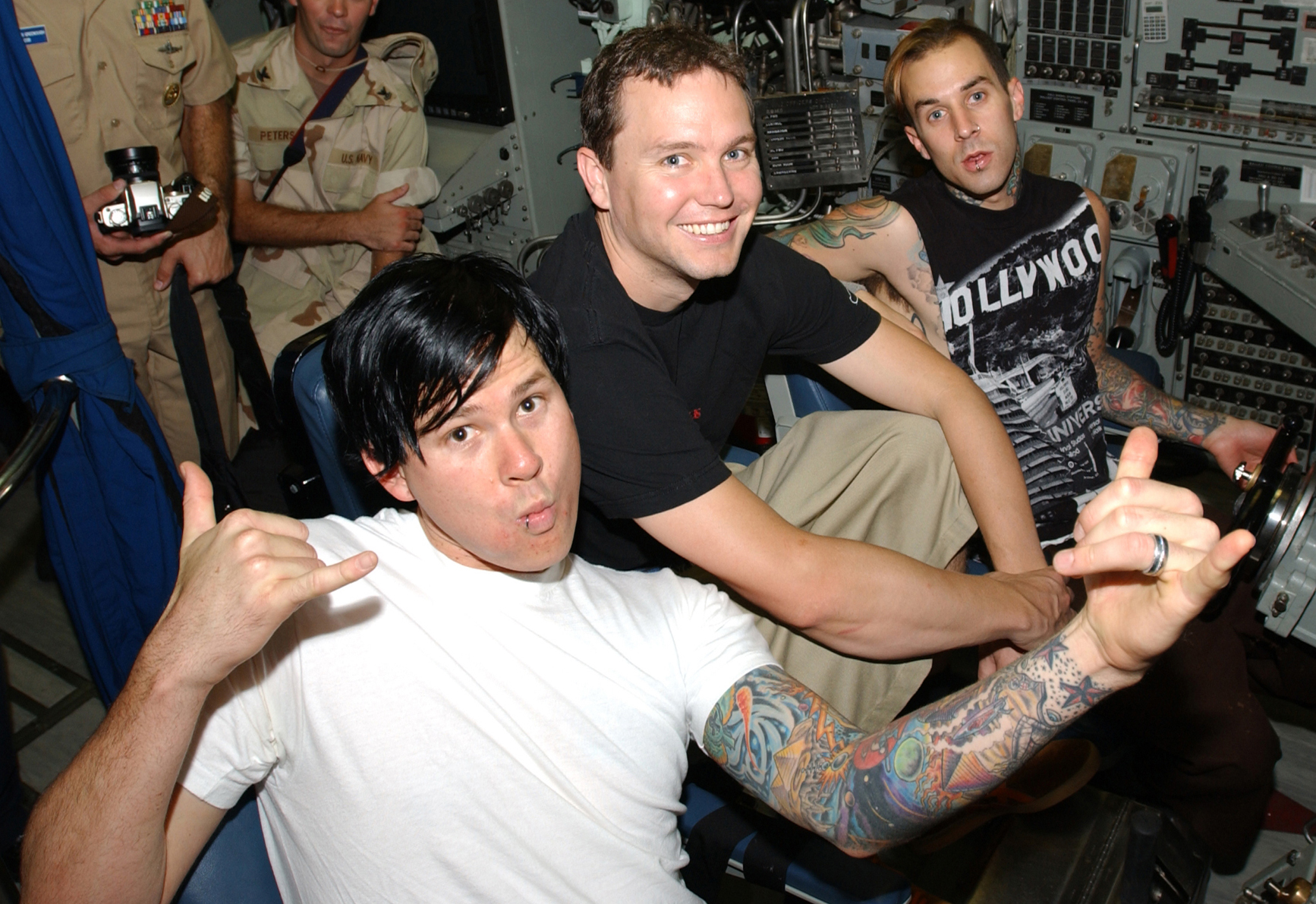
Трэвис Баркер (вверху справа) присоединился к Blink-182 в 1998 году.

После выхода в октябре 1997 года альбома "The Fury of the Aquabats!" группа отправилась в турне по всей стране с Blink-182 из Сан-Диего, которые недавно завершили работу над своим вторым альбомом "Dude Ranch". Барабанщик трио Скотт Рэйнор объявил своим коллегам-участникам, что он уйдет после тура SnoCore Tour в феврале 1998 года. Ансамбль нанял Трэвиса на замену Рейнору. Трэвис, у которого не было времени подготовиться или порепетировать с дуэтом, выучил барабанные треки для сет-листа из 20 песен всего за 45 минут до первого концерта и после этого безупречно исполнял их. Рэйнор вернулся в мае того же года, но споры только обострились. Делонг и Хоппус уволили Рэйнора якобы из-за проблем с алкоголем, и группа снова приняла на работу Трэвиса.
"Я помню, как Трэвис репетировал за кулисами час или два, а затем играл с ними во время саундчека", - вспоминал участник The Aquabats Адам Дейберт. "Несколько из нас стояли у сцены, и я живо помню ощущение от этого нового Blink. Нам следовало искать нового барабанщика прямо тогда, потому что было так очевидно, к какой группе он принадлежит".
Добавление Трэвиса вдохновило Делонга и Хоппуса "играть лучше" и не отставать от своего нового участника, которого Делонг назвал "идеальным". Трэвис продолжал играть с Blink-182 на протяжении 1998 года и присоединился к The Vandals, где по окончании года заменил Джоша Фриза.

### Массовый успех (1999-2004)
Первый альбом Трэвиса с Blink-182 — "Enema of the State" — был выпущен в июне 1999 года и катапультировал трио к славе, став крупнейшей поп-панк-группой той эпохи. С пластинки были выпущены три сингла — "What's My Age Again?", "All the Small Things" и "Adam's Song", которые вошли в радиоформат Top 40 и имели большой коммерческий успех. "All the Small Things" стала хитом номер один в чарте Modern Rock Tracks, но также стала кроссоверным хитом и достигла 6-й строчки в чарте Billboard Hot 100. Его видео пародировало бойз-бэнды и клипы поп-музыки и получило премию Moon Man за лучшее групповое видео на MTV Video Music Awards 2000. Альбом разошелся тиражом более 15 миллионов копий по всему миру и оказал значительное влияние на поп-панк-музыку.

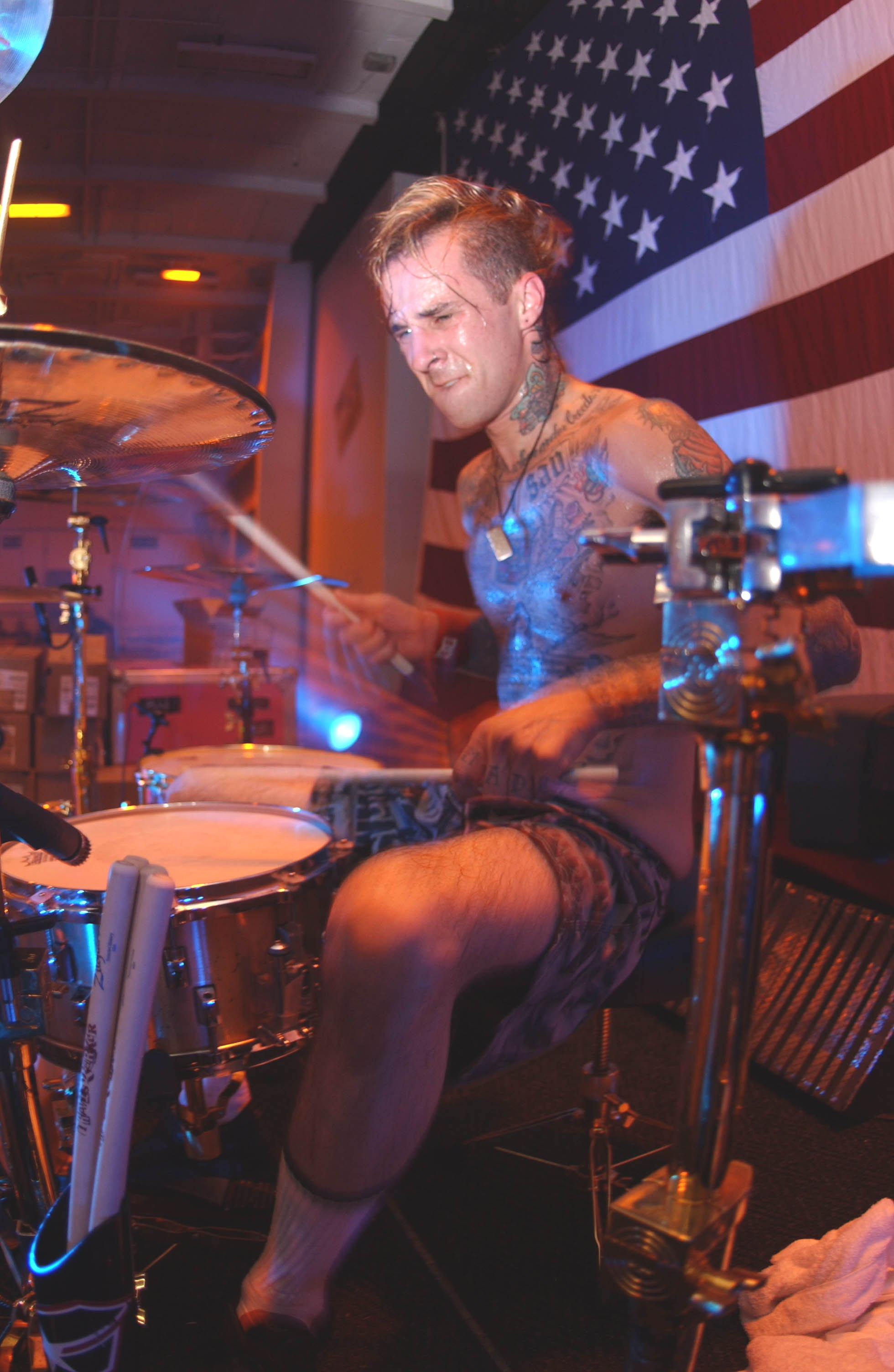
Трэвис Баркер выступал в 2003 году

Успех группы многое сделал для Трэвиса.
"Четыре года назад я не мог позволить себе прокормить себя"- сказал он в интервью того времени. "Но теперь я могу покупать произведения искусства, работать на старых "кадиллаках" и жить в комфорте. Наконец-то я могу купить собаку и позволить себе кормить ее".
 Он начал встречаться с Мелисса Кеннеди и купил репетиционную студию. В это время Трэвис занялся розничной торговлей, открыв магазин в Риверсайде под названием Famous Stars and Straps. Город закрыл магазин, но продукты FSAS начали продаваться другими розничными торговцами и через Интернет. Трэвис также начал предлагать уроки игры на барабанах и добавил в список своих занятий барабанные клиники Guitar Center. Группа начала свой первый тур по арене осенью 1999 года, но Трэвис пропустил большую часть шоу-тура 2000 года "Mark, Tom and Travis Show" из-за того, что сломал палец.
Следующий альбом Blink-182, "Take Off Your Pants and Jacket" (2001), был встречен немедленным успехом, дебютировав под номером один в Billboard 200 и став трижды платиновым в течение трех недель (в итоге пластинка разошлась тиражом более 14 миллионов копий по всему миру).

В 2001 году Трэвис женился на Мелиссе Кеннеди, но они развелись в августе 2002 года после девяти месяцев брака. После отмененного европейского турне Делонг вернулся в Сан-Диего, чтобы записать альбом, который он считал экспериментом с идеями, которые, по его мнению, не подходили для Blink-182. Делонг, не желая платить за студийного барабанщика, просто попросил Трэвиса вмешаться и выступить на пластинке под названием Box Car Racer. Эксперимент стал полноценной группой и отправился в турне в 2002 году, что привело к напряженным отношениям между Делонгом и Хоппусом.
Ходили слухи, что Трэвис был не только потрясающим барабанщиком, [но и что] он также был потрясающим студийным барабанщиком, что было навыком, которым не обязательно обладают многие барабанщики. У Трэвиса была репутация парня, который мог сесть с треком click и без музыки, и у него в голове была аранжировка, и он мог за пять-десять минут сложить барабанные дорожки для песни, а затем группа могла играть поверх него, как если бы он был драм-машиной. – Дэйв Карлок
Благодаря связи с Джерри Финном, вокалист Rancid Тим Армстронг связался с Трэвисом летом 2002 года, чтобы записать треки для рэп-рок-коллаборации под названием Transplants. За его роль на пластинке Transplants журнал Rolling Stone назвал Трэвиса "первым суперзвездным барабанщиком панк-рока". Он также начал сниматься в музыкальных клипах, включая песню Puff Daddy "Bad Boy for Life", а также пополнил свою коллекцию винтажных кадиллаков. Blink-182 выпустили свой пятый альбом без названия в 2003 году, который ознаменовал более зрелое направление. Незадолго до завершения работы над альбомом подруга Трэвиса, бывшая мисс США Шанна Моклер, родила их сына, Лэндона Ашера, в октябре 2003 года. 
The Kinison, которые поддерживали Blink-182 во время их турне, произвели впечатление на Трэвиса и стали первой группой, подписавшей контракт с LaSalle Records, лейблом звукозаписи, официально созданным Трэвисом в 2004 году. LaSalle был назван в честь любимого Cadillac Трэвиса, и лейбл был разработан таким образом, чтобы охватывать все виды музыки, будь то кантри или хип-хоп. Трэвис раз в неделю встречался с дизайнерами Famous Stars and Straps, чтобы присмотреть за дизайном обуви, а в свободное время занимался боксом. Он повредил ногу на концерте в Мельбурне, Австралия, в 2004 году, но выступал на следующий вечер, используя левую ногу для игры на барабане; после этого ему было так больно, что тур пришлось отменить. Врач Трэвиса сообщил ему, что он не только сломал ногу, но и порвал сухожилия и связки — Хоппус описал это как "тип травмы, которую люди получают в авариях на мотоциклах". Тем временем Трэвис приобрел франшизу Wahoo's Fish Taco в Норко, Калифорния, и начал работу над новым альбомом Transplants. Год для Blink-182 завершился европейским туром, который был омрачен расколом в группе. В феврале 2005 года группа опубликовала заявление для прессы, в котором объявила о своем "бессрочном перерыве".

### Звезда реалити-шоу и коллаборации (2005-2008)

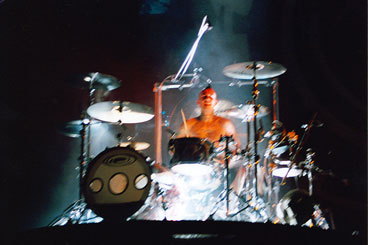
Трэвис Баркер на сцене в 2004 году

После свадьбы в стиле "Кошмар перед Рождеством" в октябре 2004 года Трэвис снялся в реалити-шоу MTV "Meet the Barkers" с женой Шанной Моклер. Шоу рассказывает о повседневной жизни Трэвиса и его новой семьи, включая финальный тур Blink-182 и новый альбом Transplants. Новый альбом Transplants, "Haunted Cities" (2005), был завершен после "перерыва" Blink-182 и выпущен в середине 2005 года. Тем временем Хоппус и Трэвис продолжали записывать музыку вместе и начали работать над электронными демо, которые они назвали +44. В 2005 году Трэвис начал еще один новый проект под названием Expen$ive Taste с участием Пола Уолла и Skinhead Rob — проект должен был быть более традиционным для хип-хопа. Трэвис также переключил свое внимание на продюсирование, работая с такими артистами, как Bun B и T.I.. Проект +44 стал поворотным моментом, когда Хоппус и Трэвис в октябре 2005 года приобрели собственную студию под названием Opra Music. Дебют "+44" "When Your Heart Stops Beating" был встречен далеко не звездными рецензиями и небольшим коммерческим успехом.
Трэвис подала на развод с Моклер в августе того же года; оба использовали свои блоги на MySpace, чтобы прокомментировать ситуацию. Их расставание и связанная с ним драма сделали их любимцами таблоидов. После того, как они с Моклер расстались в 2006 году, его часто видели в ночных клубах — и фотографировали обнимающимся с Пэрис Хилтон. По словам Трэвиса, он пытался загладить вину за то, что подарил своим детям разрушенный дом, и употреблял "чрезмерное количество" отпускаемых по рецепту обезболивающих, марихуаны и алкоголя. Употребление обезболивающих в конечном итоге переросло в полноценную зависимость в 2007 году. Трэвис сломал руку во время съемок клипа для +44, но продолжил гастролировать, выступая с одной рукой. В начале 2007 года Трэвис начал работать над хип-хоп ремиксами и техниками продюсирования для многих артистов, готовя несколько лупов и битов для Juelz Santana и планируя открыть два новых бутика, один в Лос-Анджелесе под названием Fast Life и один в Венис-Бич под названием Rogue Status. Он продолжал играть на барабанах для Idiot Pilot ("Elephant") и The Federation ("Black Roses"), а также создавал хорошо принятые ремиксы на песни Рианны "Umbrella" и "Crank That" Soulja Boy. После участия в туре Honda Civic Tour с Fall Out Boy и Cobra Starship, +44 начали работу над вторым студийным альбомом в октябре того же года.

Трэвис продолжил выпускать хип-хоп ремиксы в 2008 году; за исполнением "Crank That" последовал хорошо принятый ремикс на песню Flo Rida "Low". Видео Трэвиса, исполняющего обновленные треки, сильно набрали популярность на YouTube. Трэвис надеялся объединить свой растущий арсенал ремиксов с кучей новых треков, над которыми он работал. Это начало перерастать в идею записать сольный альбом, продюсируя все это самостоятельно. По мере того, как шел 2008 год, стало очевидно, что проект заменит +44 в ближайшем будущем, хотя группа, судя по всему, вернется, как только все будет готово для сольной записи. Гостями, записывавшимися с Трэвисом, были Young Dro, E-40, Вилли Нельсон и Дэмиан Марли. Он начал выступать с DJ AM (Адам Голдштейн) в июне 2008 года в сотрудничестве под названием TRV$DJAM. По сути, DJ AM микшировал набор классических песен (которые варьировались от классического рока до танцевальных) вживую с двумя вертушками, затем Трэвис "усиливал грув AM" живыми барабанами. Дуэт выступил на MTV Video Music Awards 7 сентября.
"Наш маленький дуэт барабанщика и диджея [достиг] высот, о которых мы никогда не думали, что это возможно",- сказал Баркер в интервью 2011 года.

### Авиакатастрофа (2008)
Я открыл дверь, и мои руки загорелись. Я побежал, чтобы выбраться из самолета, но провалился сквозь крыло. Я сразу же пропитался авиатопливом и загорелся. А потом я был в огне, бежал изо всех сил. Я бежал ради своей семьи: меня не заботило ничего, кроме того, чтобы быть с моим отцом, моей сестрой Шанной, моими тремя детьми. Я полностью обнажен, держусь за свои гениталии — все остальное в огне — и я бегу, пытаясь потушить себя.
Трэвис Баркер
19 сентября 2008 года TRV$DJAM выступили на мероприятии с вокалистом Jane's Addiction Перри Фарреллом и Гевином Дегро в Колумбии, Южная Каролина. Поездка была особенным событием: "Мы все подумали, что это своего рода удовольствие — мы летели на частном самолете", - сказал Трэвис. Трэвис пригласил свою бывшую жену Моклер, но она отказалась, сказав, что у нее странное чувство из-за расставания с их детьми. Когда освободилось место, Трэвис пригласил своего охранника Че Стилла, полагая, что тот составит хорошую компанию и получит удовольствие от поездки. Трэвис всегда боялся летать; в подростковом возрасте он был "уверен", что погибнет в авиакатастрофе. Когда Blink-182 в 2001 году создавали обложку для альбома "Take Off Your Pants and Jacket", они создали иконку в стиле "Zoso" для каждого участника группы: куртку, пару штанов и самолет. "Пожалуйста, не отдавайте мне самолет — я действительно чертовски боюсь летать", - умолял Трэвис, который в итоге все равно получил самолет.
Незадолго до полуночи самолет, направлявшийся в Ван-Найс, штат Калифорния, спускался по взлетно-посадочной полосе, когда пассажиры услышали громкий хлопок. По данным Федерального управления гражданской авиации, самолет вылетал из аэропорта, когда авиадиспетчеры увидели искры, исходящие от самолета. Пилоты сообщили на диспетчерскую вышку, что лопнула шина и они отменяют взлет. Самолет пролетел через ограждение аэропорта, пересек шоссе и врезался в насыпь. "Когда все прекратилось, я попытался собрать всех, кого мог", - вспоминал Трэвис. Трэвис и DJ AM сбежали из самолета и бегали кругами по шоссе. Услышав, как другие кричат: "Остановитесь, падайте и перекатывайтесь", Трэвис упал на землю, и Гольдштейн помог ему потушить огонь на ногах. "Я лежал рядом с AM, когда самолет взрывался, и я кричал: "Мы живы?"" Трэвис и DJ AM были доставлены в ожоговый центр Джозефа М. Стилла в Огасте, штат Джорджия, где они оба были перечислены в критическом состоянии. Они были единственными выжившими в катастрофе; личный помощник Крис Бейкер и Че Стилл вместе с двумя пилотами погибли в катастрофе. Менее чем через год Гольдштейн умер от передозировки.

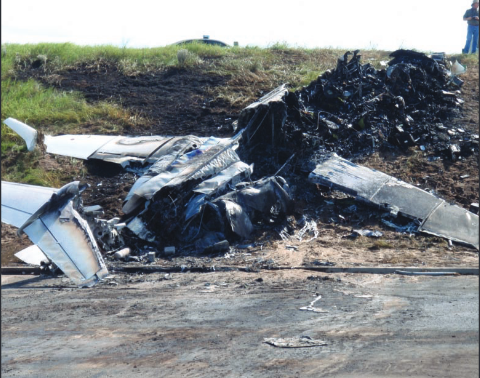
Остатки авиакатастрофы

Трэвис провел более 11 недель в больницах и ожоговых центрах. Он перенес 16 операций: переливания крови, которые длились 4-8 часов, и многочисленные пересадки кожи. "Были времена, когда они говорили об ампутации моей ноги, потому что на моем теле не хватало кожи для трансплантации", - сказал он. У Трэвиса также развилось посттравматическое стрессовое расстройство, усугубленное сильным чувством вины, которое он испытывал, зная, что его все еще не должно было быть в самолете. Во время пребывания в больнице Трэвису было так больно, что он звонил друзьям, предлагая им 1 миллион долларов, чтобы они помогли ему покончить с жизнью.
Он отказался от вегетарианской диеты и начал есть мясо, чтобы увеличить потребление белка и, возможно, ускорить заживление ожогов. Трэвис оправился от инцидента, что позволило ему вернуться в студию звукозаписи в ноябре 2008 года. В своем первом телевизионном интервью после аварии он сказал MTV: "Я уже снова играю на своих барабанах, и я уже вернулся в студию". Он уточнил, заявив, что возвращение в студию "было похоже на езду на велосипеде. Было действительно волнующе узнать, что у меня все еще есть мои отбивные. Это все еще было приятно... Я все еще могу обходиться без комплекта. Все казалось правильным, так что я благодарен за возможность играть". В том месяце Трэвис подал в суд на владельцев самолета, Goodyear Tire and Rubber Company, и компанию по техническому обслуживанию самолетов; дело было урегулировано во внесудебном порядке в декабре 2009 года, и условия урегулирования являются конфиденциальными.

### Сольный альбом и воссоединения (2009–настоящее время)

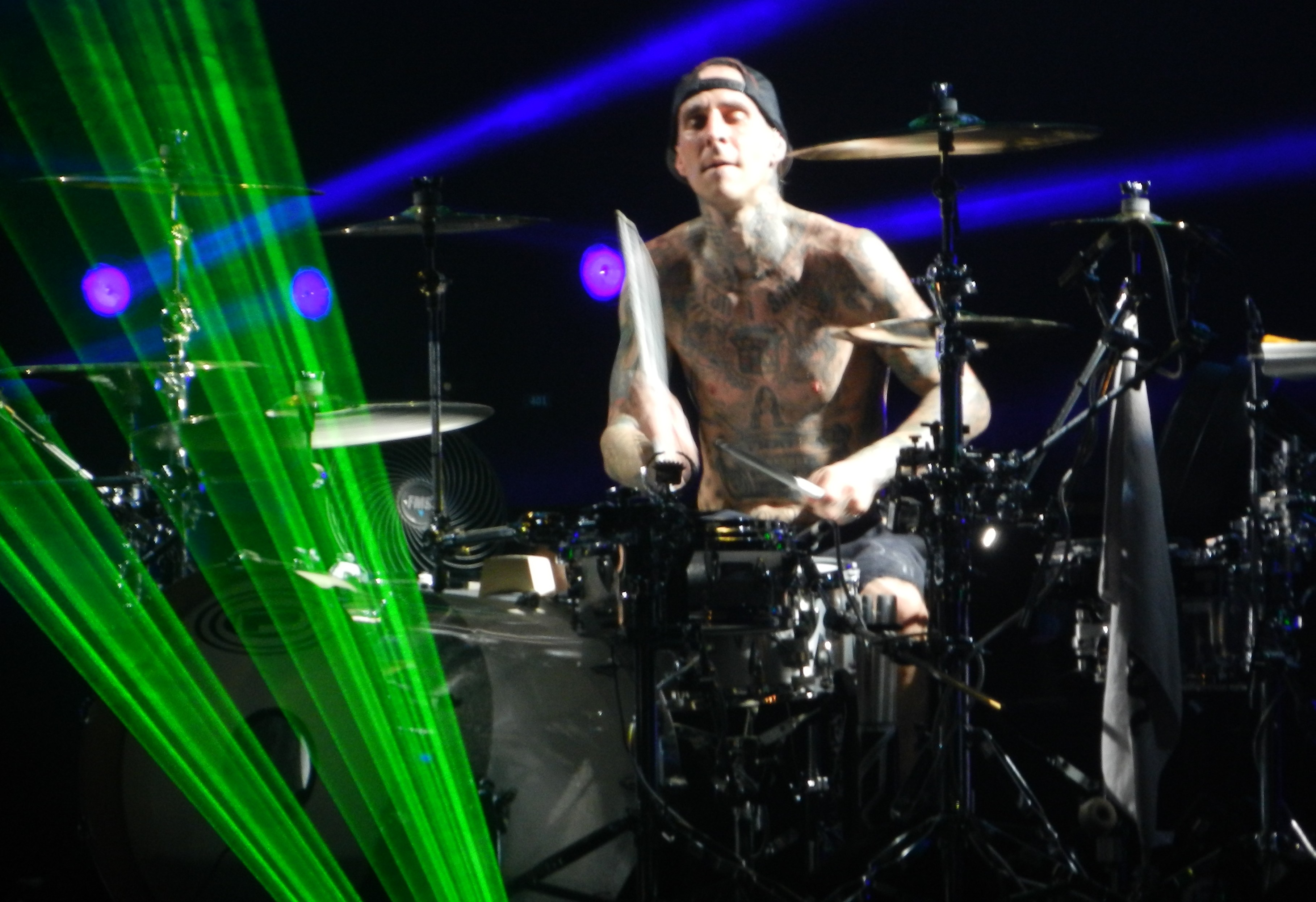
Трэвис Баркер играл на барабанах в Blink-182 в 2011 году

Несчастный случай с Трэвисом привел к воссоединению Blink-182, и группа объявила о своем возвращении на церемонии вручения премии "Грэмми" в феврале 2009 года. Трэвис продолжал выпускать ремиксы на протяжении всего 2009 года, включая ремикс Эминема на песню "3 am"; он также сотрудничал с гитаристом Guns N' Roses Слэшем. В разгар тура воссоединения группы в августе 2009 года DJ AM был найден мертвым другом в своей нью-йоркской квартире. Хотя Гольдштейну после аварии были прописаны обезболивающие препараты, судмедэксперт сообщил, что он умер от "острой интоксикации", перечислив несколько отпускаемых по рецепту лекарств и кокаин.

Авиакатастрофа заставила Трэвиса внести некоторые изменения в образ жизни; он начал бегать и плавать каждый день и стал веганом после выписки из больницы, хотя был вегетарианцем уже 17 лет. Он также преодолел зависимость от обезболивающих, которая была у него в течение многих лет до авиакатастрофы.
"Я даже не принимал никаких обезболивающих после того, как выписался из больницы. Они сказали мне, что я буду принимать некоторые лекарства до конца своей жизни, но я отказался от них всех",- сказал Трэвис. "Они сделали меня совершенно другим человеком".
Трэвис больше не летал до 2021 года, путешествуя один на своем автобусе и путешествуя на лодке по Европе.
После более чем двухлетних неудач и задержек Трэвис наконец выпустил свой долгожданный сольный дебют "Give the Drummer Some" в марте 2011 года. На пластинке представлены совместные работы с такими артистами, как Lil Wayne и Кори Тейлор из Slipknot. "Neighborhoods", шестой студийный альбом Blink-182, был выпущен в сентябре 2011 года и достиг второго места в Billboard 200. Трэвис продолжил свое сотрудничество, работая с Chester French, LL Cool J, Cypress Hill и спродюсировав целый совместный EP "Psycho White" с рэпером Yelawolf. Трэвис не смог посетить австралийский тур Blink-182 в 2013 году; его место занял Брукс Вакерман (Bad Religion, Tenacious D).

1 июля 2016 года Blink выпустили свой седьмой студийный альбом "California", получивший критический и коммерческий успех. Чтобы завершить проект, участники Blink Хоппус и Трэвис были вынуждены заменить соучредителя Blink Тома Делонга на вокалиста/гитариста Мэтта Скибу из Alkaline Trio. Трэвис присоединился к Хоппусу, назвав Делонга основной причиной замены. Ссылаясь на предполагаемое нежелание Делонга брать на себя обязательства по работе над новыми проектами Blink, Трэвис рассказал.
"Раньше мы всегда прикрывали [Делонга]. Всегда было: "Мы собираемся записать альбом", затем "Том отказывается входить в студию без контракта на запись". Итак, все проделывают адскую работу, чтобы заключить контракт на запись, и теперь Том не является частью Blink-182. Трудно покрывать кого-то, кто неуважителен и неблагодарен… Все должны знать, что с ним за история, и с этим прошли годы".
В настоящее время он продюсирует свой второй сольный альбом. Трэвис написал мемуары под названием "Между панк-роком и смертью. Автобиография барабанщика легендарной группы BLINK-182" и "Барабаны, Барабаны, Барабаны", которые были выпущены 20 октября 2015 года. В 2016 году он снялся в документальном фильме об американском диджее и продюсере Стиве Аоки, номинированном на премию "Грэмми", под названием "I'll Sleep When I'm Dead".
В 2018 году Трэвис появился на треке трэп-метал музыканта Ghostemane "D(r)ead". Он также участвует в посмертном альбоме XXXTentacion "Skins", играя на барабанах в треке "One Minute" с участием Канье Уэста. В 2018 году Трэвис также присоединился к The Aquabats на шоу, посвященном 20-летию их второго альбома "The Fury of The Aquabats!", в The Fonda Theater в Лос-Анджелесе, Калифорния.
В 2019 году Трэвис объединился с популярным новоорлеанским альтернативным хип-хоп дуэтом $uicideboy$, чтобы анонсировать совместный EP "Live Fast Die Whenever". Перед выпуском проекта были выпущены синглы "nothingleftnothingleft" (стремительная хардкор-панк-песня) и "Aliens Are Ghosts" (которые являются образцами рецензии музыкального критика Энтони Фантано на дебютный альбом $uicideboy$). EP был выпущен 24 мая. Наряду с ведущими синглами, в EP также вошли песни "Killing 2 Birds with 22 Stones", "Sour Grapes", "Don't Trust Anyone!" (стилизовано под все заглавные буквы) и "Individuality Was So Last Year". В нескольких треках на EP также играл Джеймс Шаффер из Korn на гитаре. 12 июля 2019 года Трэвис сделал ремикс на посмертный трек Lil Peep & XXXTentacion "Falling Down".
24 апреля 2020 года, во время пандемии COVID-19, Трэвис был показан в качестве барабанщика во время трибьют-шоу Post Malone "Nirvana" и сбора средств для Фонда солидарности ВОЗ по борьбе с COVID-19.
В мае 2020 года Трэвис подписал контракт с американским музыкантом и личностью TikTok Jxdn на свой лейбл DTA Records, сделав Jxdn первым артистом на лейбле.
В сентябре 2020 года Трэвис участвовал в совместном проекте с Machine Gun Kelly над альбомом Келли "Tickets to My Downfall". Он также активно участвовал в экранизации этого альбома Downfalls High. Трэвис сыграл на поп-панк-треке Willow Smith "Transparent Soul", выпущенном 27 апреля 2021 года.
В феврале 2021 года он запустил линейку продуктов, содержащих каннабиноиды, под названием Barker Wellness. В следующем месяце, 15 марта 2021 года, Трэвис стал главным исполнителем песни Atreyu "Warrior" в альбоме "Baptize".
В июле 2021 года Трэвис подписал эксклюзивный контракт с Warner Chappell Music об управлении издательским процессом по всему миру.
В ноябре 2021 года Трэвис подписал контракт с бывшей артисткой BMG Аврил Лавин на DTA Records, выпуском которой должна заниматься Elektra Records Warner Music Group.
В 2022 году Трэвис стал исполнительным продюсером восьмого студийного альбома Machine Gun Kelly. Трэвис и Machine Gun Kelly объявили название альбома, "Born with Horns", сделав соответствующие татуировки с названием альбома на своих руках. Позже Machine Gun Kelly изменил название альбома на "Mainstream Sellout".

## Влияния и любимые барабанщики
Трэвис рассказал CBS Local, что его первым героем был Animal из The Muppets, назвав этого персонажа вдохновителем для занятий игрой на барабанах. Он также называет Джона Бонэма из Led Zeppelin, Алекса Ван Халена из Van Halen, Томми Ли из Mötley Crüe и Дэнни Кэри из Tool своими любимыми барабанщиками. В 2016 году, отвечая на вопросы Vevo, Трэвис назвал Бадди Рича величайшим барабанщиком всех времен. Он также заявил, что "Jump" Ван Халена была первой песней, которую он выучил на барабанах.

## Личная жизнь
Первый брак Трэвиса с Мелиссой Кеннеди продлился девять месяцев, пока он не подал на развод в августе 2002 года. Позже, 30 октября 2004 года, он женился на актрисе и обладательнице титула "Мисс США 1995" Шанне Моклер. Пара провела церемонию "Кошмар перед Рождеством" в готическом стиле, вдохновленную фильмом Генри Селика, и она состоялась накануне Хэллоуина. У Трэвиса и Моклер двое общих детей: сын 2003 года рождения и дочь 2005 года рождения. Трэвис также остается близок со своей падчерицей, дочерью Моклер от бывшего жениха, боксера Оскара Де Ла Хойи. Семья появилась в реалити-шоу "Meet the Barkers", которое транслировалось на MTV с 2005 по 2006 год.
8 августа 2006 года Трэвис подал на развод с Моклер после почти двух лет брака. Развод стал достоянием общественности, поскольку каждый из них использовал свои страницы на MySpace, чтобы выразить свои чувства по этому поводу. Несмотря на их предстоящий развод, в начале 2007 года появились сообщения о том, что Трэвис и Моклер "потихоньку пытались сделать это еще раз", поскольку, по сообщениям, их видели подписывающими книгу фанатов с сердечком вокруг их имен. В марте 2007 года Моклер рассказала журналу People, что она и Трэвис (все еще женаты) снова вместе, но отрицала, что она беременна. Это произошло после того, как пара публично проявила нежность на сюрпризе ко дню рождения, который Трэвис устроил для своей жены в Майами. Позже People сообщили, что пара снова рассталась; никаких причин для разрыва указано не было. Трэвис и Моклер были замечены вместе на церемонии вручения премии MTV Video Music Awards 2007, целующимися и держащимися за руки. Однако 11 февраля 2008 года развод пары был завершен.
Трэвис и Моклер были вместе во время диджейского сета, который Трэвис играл с DJ AM в Лас-Вегасе 7 января 2009 года. Пара попыталась возобновить свои отношения в начале 2009 года, но 1 апреля 2009 года объявила, что они больше не вместе.
7 декабря 2014 года полиция была вызвана в общий дом Трэвиса и Моклер в Лос-Анджелесе после того, как между ними произошла словесная перепалка. Друг другу были высказаны уголовные угрозы, что привело к аресту как Трэвиса, так и Моклер. Ни против одной из сторон не было выдвинуто никаких обвинений.
В конце 2015 года Трэвис недолго встречался с певицей и актрисой Ритой Орой. В июне 2016 года сообщалось, что Трэвис и Моклер дружно воспитывают двоих своих детей.
Ходили слухи о том, что Трэвис и Кортни Кардашьян будут встречаться в самом конце 2020 года, которые подтвердились, и отношения стали официальными в январе 2021 года. Во время этих отношений он вернулся к авиаперелетам после того, как избегал самолетов в течение 13 лет. В октябре 2021 года пара обручилась. Они сыграли неофициальную свадьбу 3 апреля 2022 года в Лас-Вегасе, после 64-й ежегодной церемонии вручения премии "Грэмми". Пара официально поженилась 15 мая 2022 года в Санта-Барбаре, Калифорния, с религиозной свадебной церемонией в Портофино, Италия, 22 мая 2022 года.
Трэвис был воспитан католиком, верит в Бога и регулярно молится вместе со своими детьми.
29 июня 2022 года Трэвис был госпитализирован после того, как испытал боль в животе и неспособность ходить. Позже стало известно, что Трэвис страдал от панкреатита.

## Кино, телевидение и видеоигры
Трэвис снялся во многих фильмах и телешоу, включая его собственное реалити-шоу "Meet the Barkers" со своей бывшей женой Шанной Моклер, дебютировавшее в 2005 году. Трэвис снимается в короткой сцене с Blink-182 в подростковом фильме "Американский пирог". В 2003 году он появился в эпизоде телешоу MTV "Punk'd", посвященного откровенной съемке на камеру, в котором он принял участие в организованном поединке по боксу голыми руками; он также появился и выступил вместе с вокалистом Linkin Park Честером Беннингтоном на шоу Icon на MTV в честь хэви-метал-группы Metallica в мае 2003 года.
В 2006 году Трэвис снялся в рекламном ролике Boost Mobile, который был подробно описан в эпизоде сериала "Meet the Barkers". Он также сыграл несколько приглашенных главных ролей, таких как рэпер в популярной криминальной драме "CSI: Место преступления". В 2001 году он появился вместе с Марком Хоппусом и Томом Делонгом в пародии на "Leave It to Blink-182", пародии на "Leave It to Beaver", в ночном телешоу MADtv.
Немного отойдя от своих обычных жанров, он появился на 41-й ежегодной премии CMA Awards в 2006 году, исполнив попурри из песен кантри-иконы Бака Оуэнса с группой артистов, включая Дуайта Йоакама, гитариста ZZ Top Билли Гиббонса и бывшего басиста Byrds Криса Хиллмана.
Трэвис выступал вместе со Скайлар Грей и Кидом Инком на Рестлмании 31. Он появляется в качестве секретного игрового персонажа в "Project 8" Тони Хоука и в "Guitar Hero World Tour".

## Дискография
- Give The Drummer Some (2011)
- Psycho White (совместно с Yelawolf) (2012)
- Psycho White 2 (совместно с Yelawolf) (2016—2017)
- LIVE FAST DIE WHENEVER (совместно с $uicideboy$) (2019)
- BLOODLUST (совместно с Nothing,Nowhere) (2019)
- Pegasus: Neon Shark vs Pegasus Presented By Travis Barker Deluxe (совместно с Trippie Redd) (2021)

## Фильмография
| Год       |     | Русское название                                       | Оригинальное название                                  | Роль                         |
| --------- | --- | ------------------------------------------------------ | ------------------------------------------------------ | ---------------------------- |
| 1999      | ф   | Американский пирог                                     | American Pie                                           | участник гаражной рок-группы |
| 1999      | док | The Urethra Chronicles                                 | The Urethra Chronicles                                 | в роли самого себя           |
| 1999      | с   | Два парня, девушка и пиццерия                          | Two Guys and a Girl                                    | в роли самого себя           |
| 2000      | ф   | Малолетка                                              | Jailbait                                               | в роли самого себя           |
| 2001      | с   | MADtv                                                  | MADtv                                                  | в роли самого себя           |
| 2001      | с   | MTV Cribs                                              | MTV Cribs                                              | в роли самого себя           |
| 2002      | док | The Urethra Chronicles II: Harder Faster Faster Harder | The Urethra Chronicles II: Harder Faster Faster Harder | в роли самого себя           |
| 2003      | док | Riding in Vans with Boys                               | Riding in Vans with Boys                               | в роли самого себя           |
| 2003      | мс  | Южный парк                                             | South Park                                             | в роли самого себя           |
| 2003      | с   | Ride with Funkmaster Flex                              | Ride with Funkmaster Flex                              | в роли самого себя           |
| 2003      | мс  | Симпсоны                                               | The Simpsons                                           | в роли самого себя           |
| 2005      | в   | Give 'Em the Boot DVD                                  | Give 'Em the Boot DVD                                  | в роли самого себя           |
| 2005—2006 | с   | Meet the Barkers                                       | Meet the Barkers                                       | в роли самого себя           |
| 2006      | с   | C.S.I.: Место преступления                             | CSI: Crime Scene Investigation                         | Hi Def                       |
| 2007      | с   | Adventures in Hollyhood                                | Adventures in Hollyhood                                | в роли самого себя           |
| 2007      | с   | MTV Cribs                                              | MTV Cribs                                              | в роли самого себя           |
| 2007      | с   | Primer Impacto                                         | Primer Impacto                                         | в роли самого себя           |
| 2008      | док | Start the Machine                                      | Start the Machine                                      | в роли самого себя           |
| 2009      | с   | Rob Dyrdek's Fantasy Factory                           | Rob Dyrdek's Fantasy Factory                           | в роли самого себя           |
| 2010      | с   | The Hard Times of RJ Berger                            | The Hard Times of RJ Berger                            | в роли самого себя           |